# إيلين جويس
إيلين جويس (بالإنجليزية: Eileen Joyce) هي عازفة بيانو أسترالية، ولدت في 1908 في Zeehan ‏ في أستراليا، وتوفيت في 25 مارس 1991 في Redhill, Surrey ‏ في المملكة المتحدة.

## وصلات خارجية
- إيلين جويس على موقع IMDb (الإنجليزية)
- إيلين جويس على موقع ميوزك برينز (الإنجليزية)
- إيلين جويس على موقع أول ميوزيك (الإنجليزية)
- إيلين جويس على موقع ديسكوغز (الإنجليزية)
- إيلين جويس على موقع قاعدة بيانات الفيلم (الإنجليزية)